# Gamar Almaszade
Gamar Almaszade (en azerí: Qəmər Almaszadə; Bakú, 10 de marzo de 1915 – Bakú, 7 de abril de 2006) fue la primera bailarina, maestro de ballet, coreógrafa, actriz y director de escena de Azerbaiyán.

## Biografía

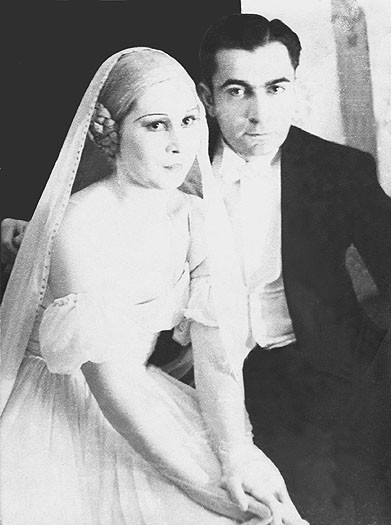
Gamar Almaszade con su marido Afrasiyab Badalbeyli

Gamar Almaszade nació el 10 de marzo de 1915 en Bakú. Después de la graduación de la escuela de coreografía, empezó a trabajar en el Teatro de Ópera y Ballet Académico Estatal de Azerbaiyán en 1930. En 1933-1936 estudió en el Instituto Estatal Coreográfico de Leningrado (ahora Academia Vaganova de Ballet). Desde 1936 enseñó en la escuela de coreografía de Bakú. En 1970 fue invitada a Bagdad por el Ministerio de Cultura de Irak para promover danzas tradicionales iraquíes.
Gamar Almaszade murió el 7 de abril de 2006 en Bakú y fue enterrada en el Callejón de Honor.

## Actividades
- 1940 – “La Torre Doncella” de Afrasiyab Badalbeyli[2]
- 1943 – “Raymonda” de Aleksandr Glazunov
- 1945 – “El lago de los cisnes” de Piotr Ilich Chaikovski
- 1945 – “Don Quijote” de Ludwig Minkus
- 1949 – “El cascanueces” de Piotr Ilich Chaikovski
- 1950 – “Gulshen” de Soltan Hajibeyov
- 1952 – “Siete bellezas” de Qara Qarayev

## Premios y títulos
- Orden de la Bandera Roja del Trabajo (1938; 1976)
- Artista de Honor de la RSS de Azerbaiyán (1940)
- Artista del Pueblo de la RSS de Azerbaiyán (1943)
- Premio Stalin del Estado (1952)
- Artista del pueblo de la URSS (artes escénicas) (1959)
- Orden de la Revolución de Octubre (1971)
- Orden de la Amistad de los Pueblos (1981)
- Orden Shohrat (1995)